# Clostera inclusa
Clostera inclusa är en fjärilsart som beskrevs av Jacob Hübner 1825. Clostera inclusa ingår i släktet Clostera och familjen tandspinnare. Inga underarter finns listade i Catalogue of Life.

## Bildgalleri

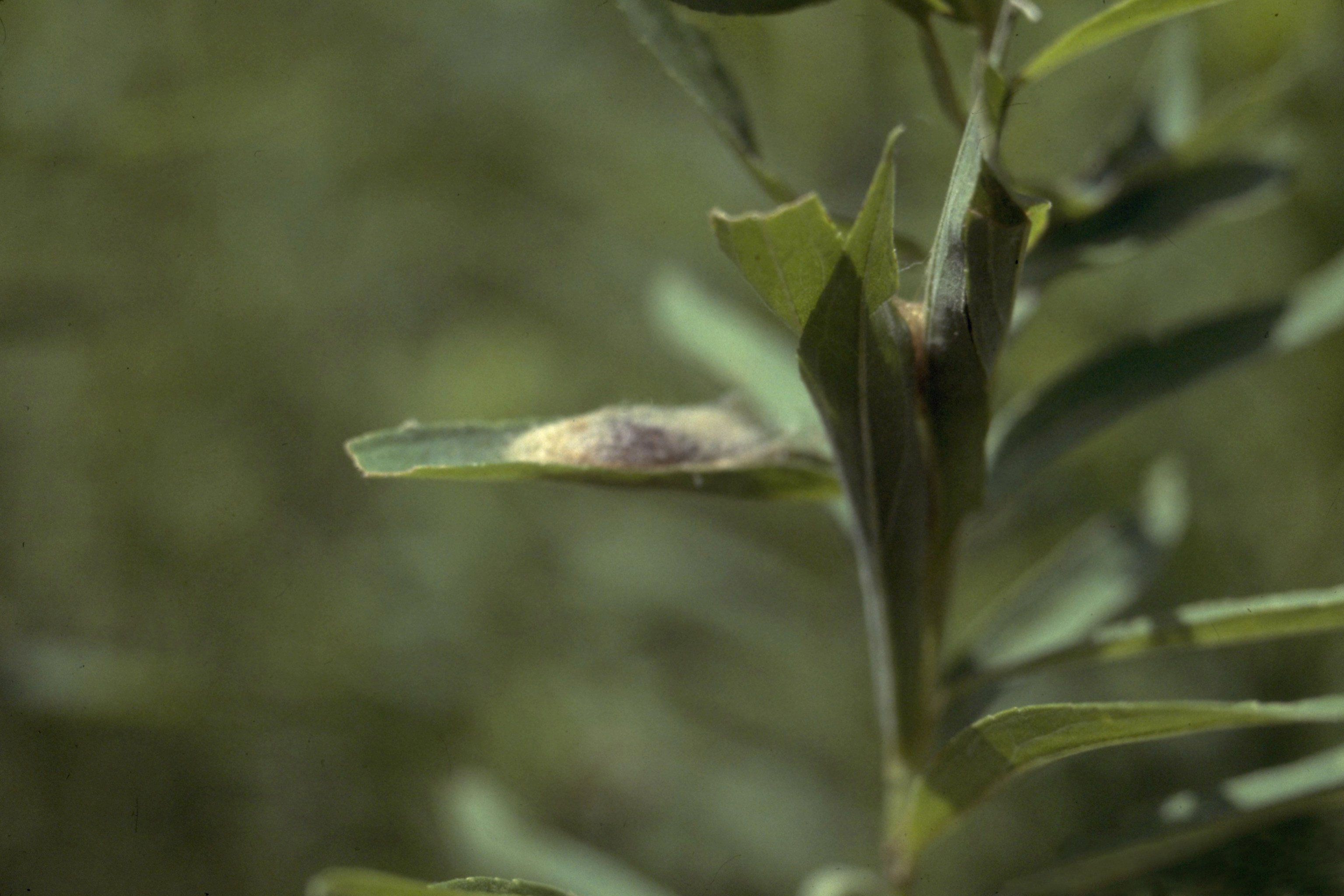
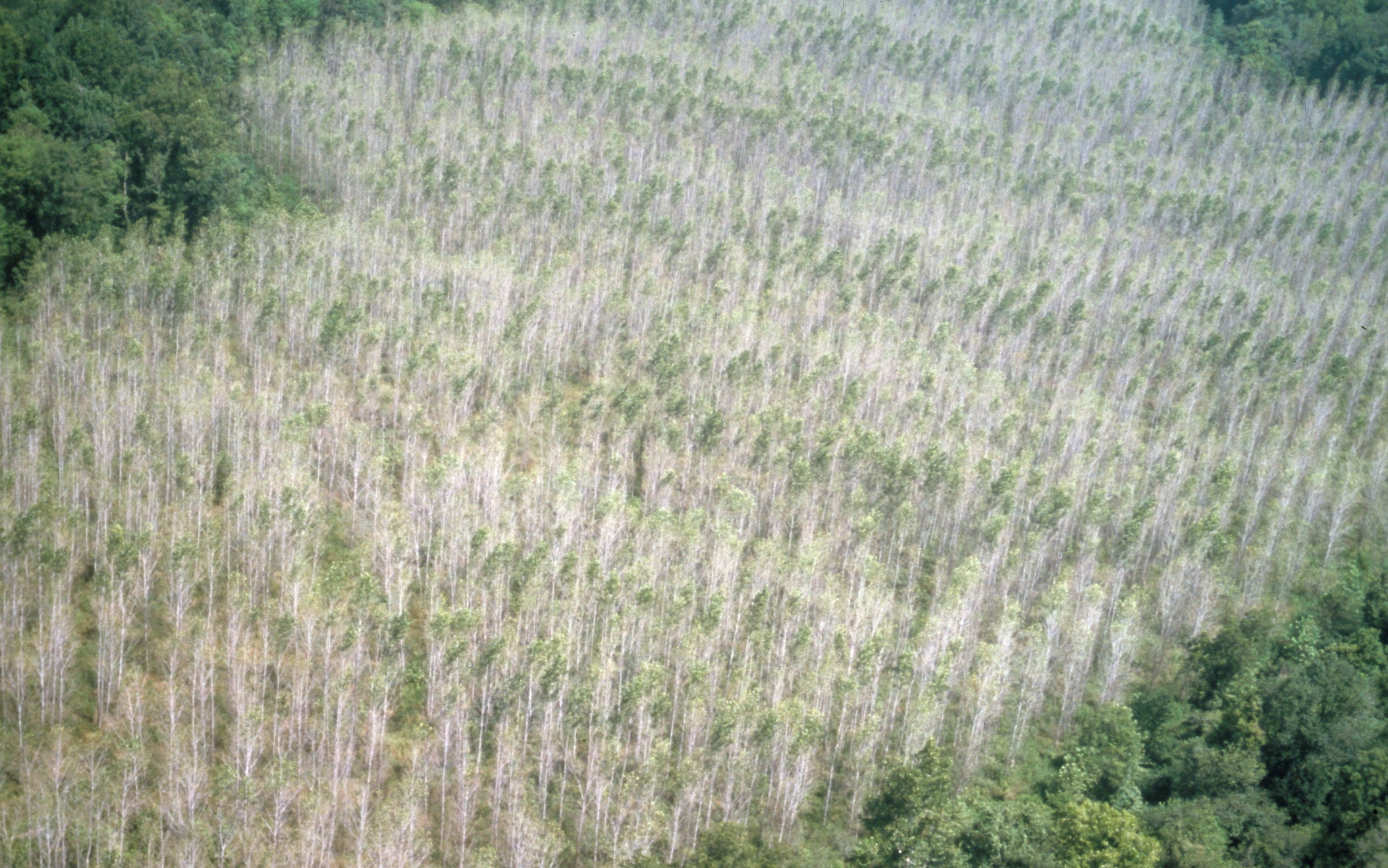
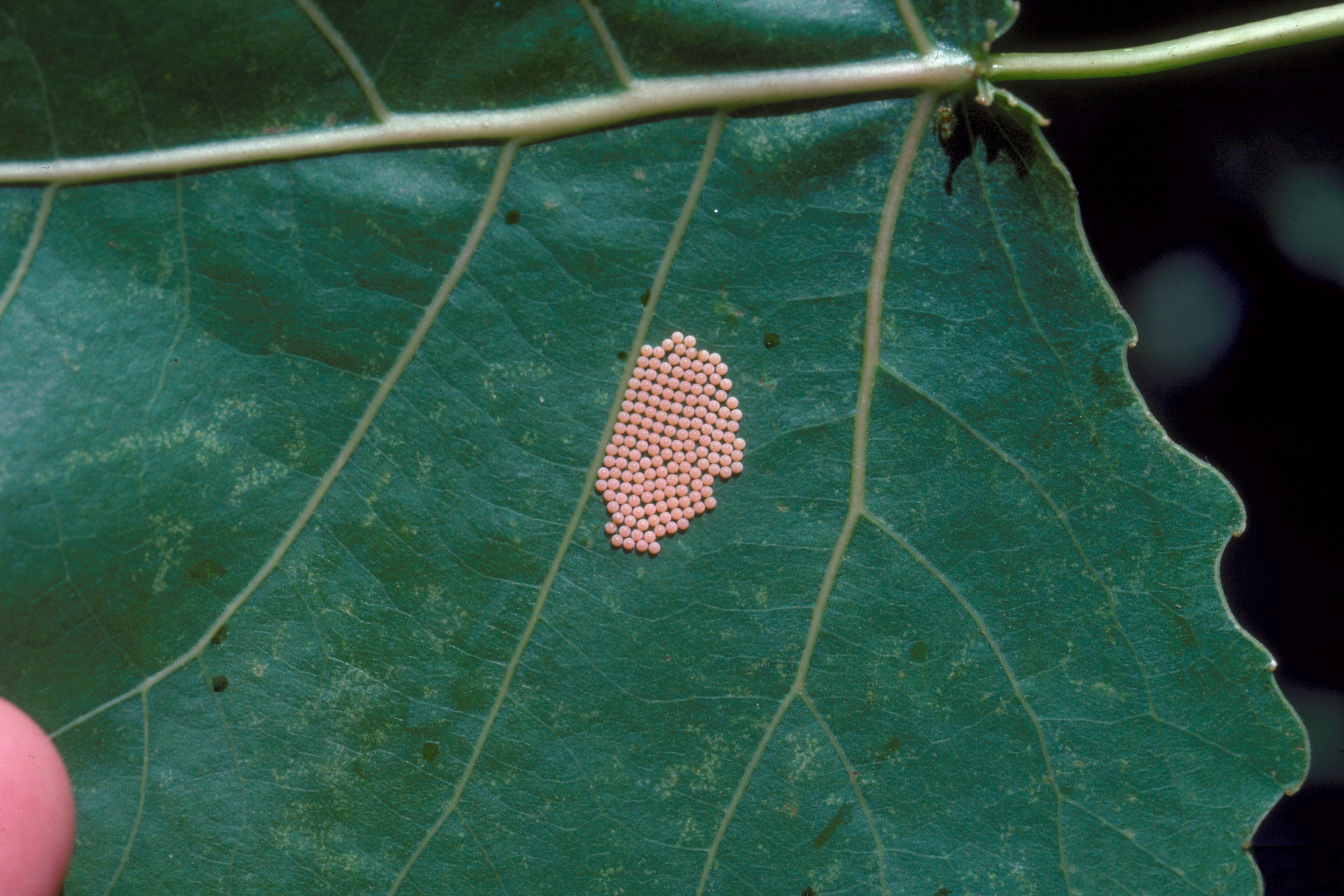
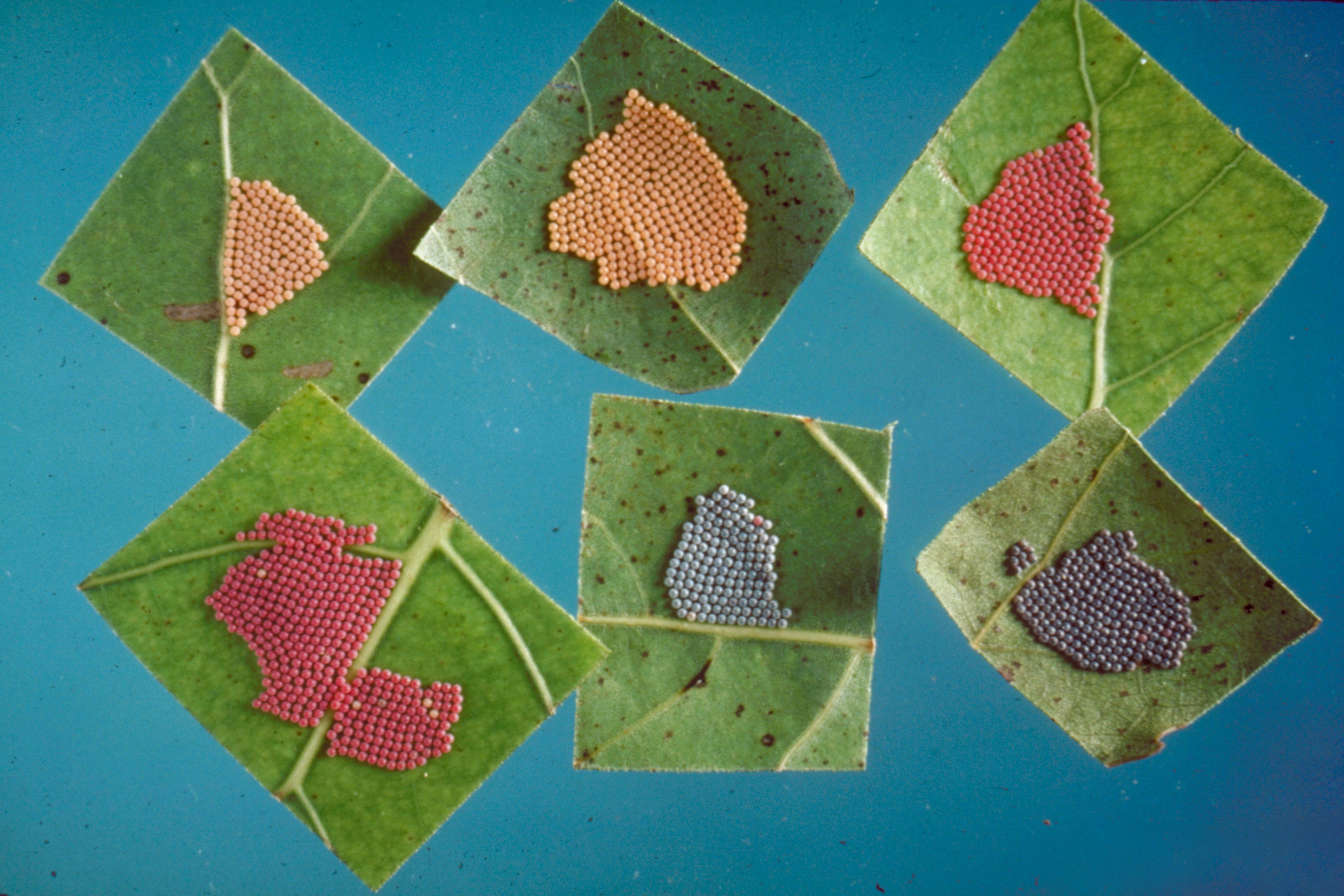
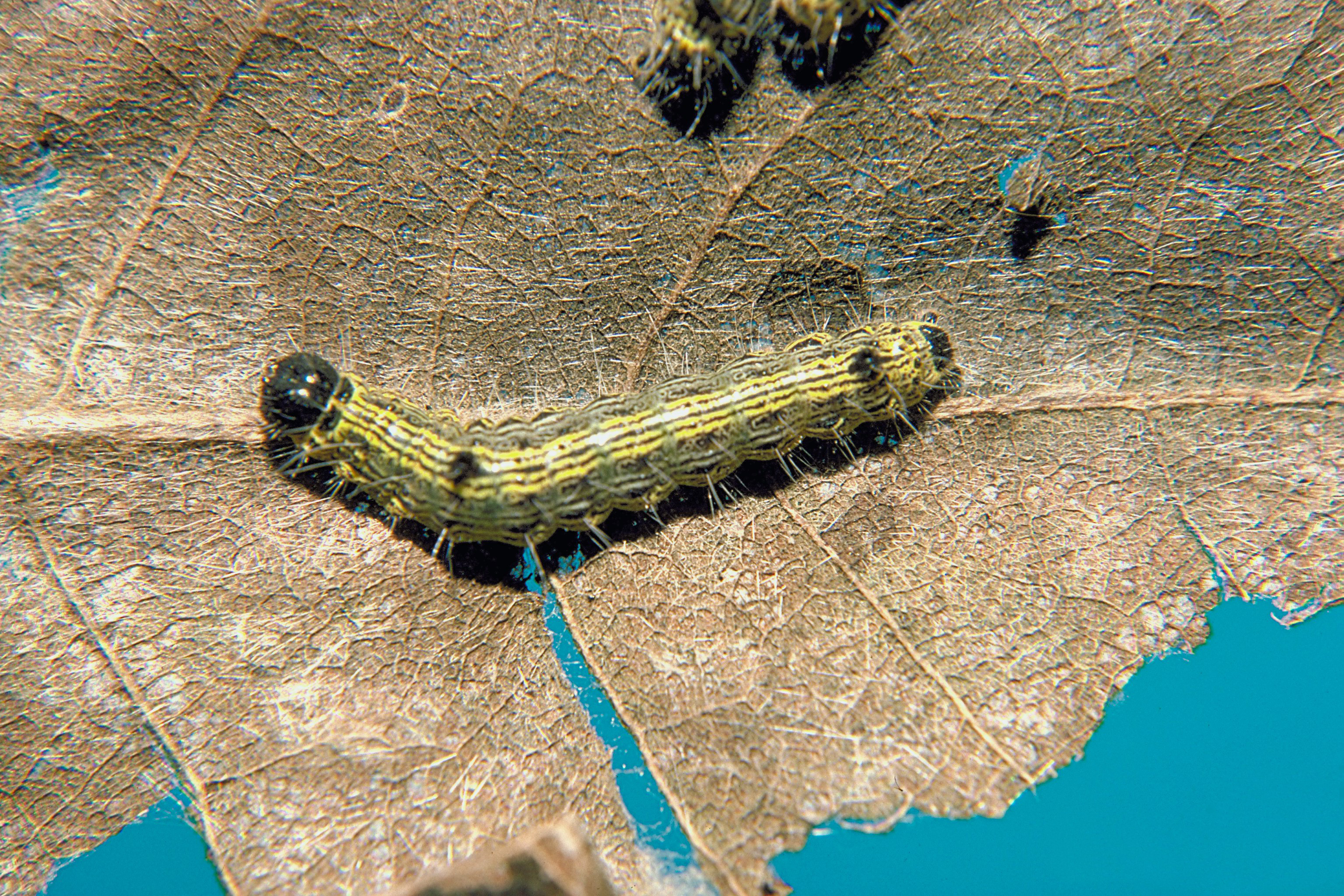